# Décès en janvier 1967
Décès
- 1963
- 1964
- 1965
- 1966
- 1967
- 1968
- 1969
- 1970
- 1971

Pour une information complémentaire, voir la page d'aide.

| Date        | Nom            | Pays                                        | Activités                 | Âge | Source |
| ----------- | -------------- | ------------------------------------------- | ------------------------- | --- | ------ |
| 1er janvier | Shi Nenghai    | Drapeau de la République populaire de Chine | Moine bouddhiste chinois. | 80  |        |
| 10 janvier  | Radhabinod Pal | Drapeau de l'Inde                           | Juriste indien.           | 80  |        |